# Vierge aux arbrisseaux
La Vierge aux abrisseaux (en italien : Madonna degli Alberetti) est une peinture à l'huile sur panneau réalisée par Giovanni Bellini, artiste italien de la Renaissance, en 1487. Elle se trouve aux Gallerie dell'Accademia de Venise.

## Description
L'arrière-plan derrière la Vierge et l'Enfant comprend une tenture de tapisserie, élément typique de Conversation sacrée, et qui apparaît aussi dans la Madone Alzano du même Bellini. Sur les côtés on trouve deux portions de paysage avec deux arbres élancés, d'où le nom traditionnel de l'œuvre.
Dans la partie inférieure, au premier plan, comme d'habitude dans les œuvres de Bellini, sa signature en cartellino est visible sur le parapet de marbre vert.